# رشاد ایوانز
رشاد ایوانز (انگلیسی: Rashad Evans؛ زادهٔ ۲۵ سپتامبر ۱۹۷۹) ورزشکار هنرهای رزمی ترکیبی اهل ایالات متحده آمریکا است.